# Barbastella barbastellus
Barbastella barbastellus es una especie de murciélago microquiróptero de la familia Vespertilionidae.

## Descripción

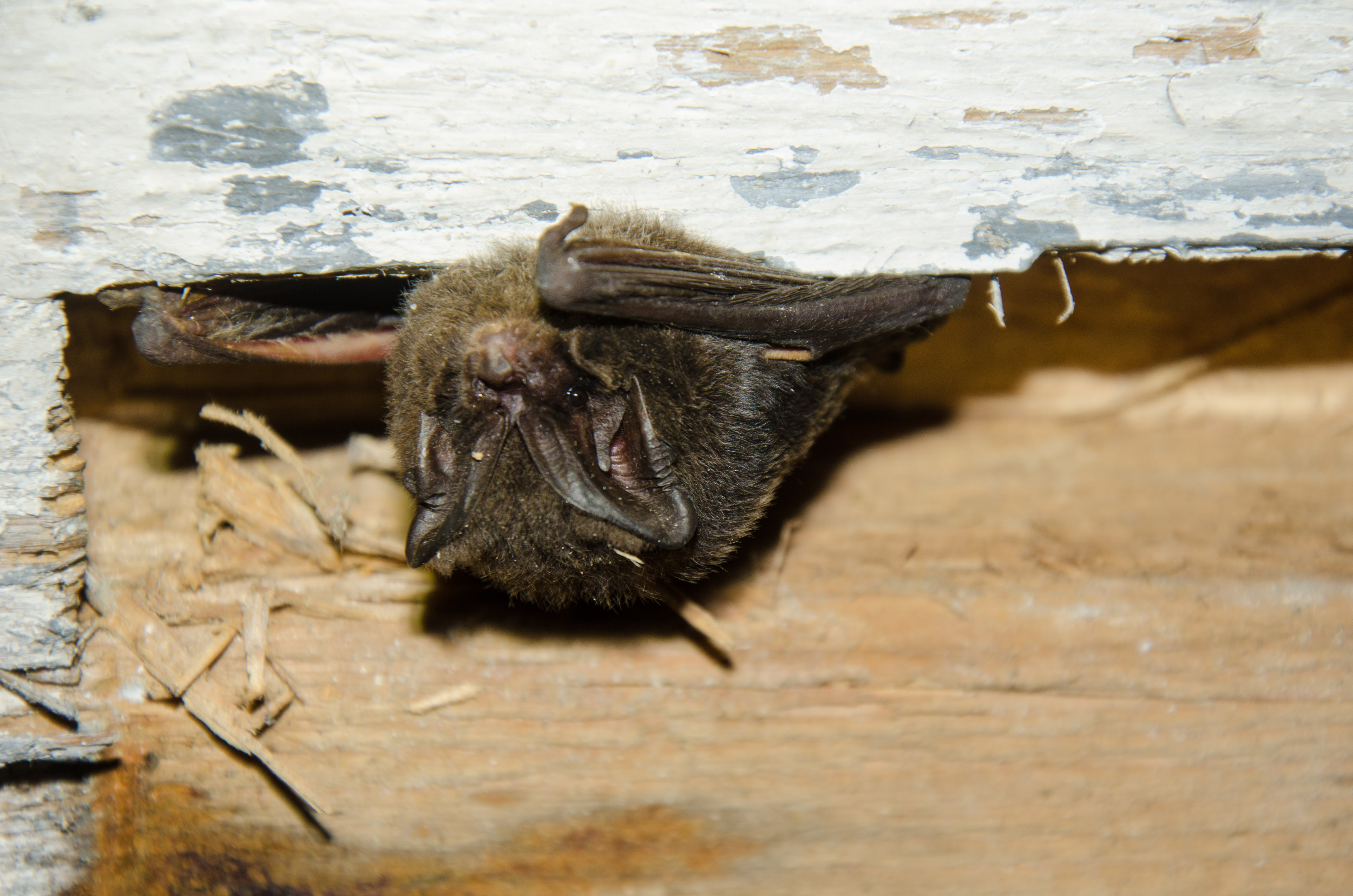

Murciélago de tamaño medio, destacan sus orejas grandes de forma cuadrangular, unidas en la frente en su borde interno. El pelaje es bastante oscuro, entre negruzco y pardo. La hembra es ligeramente mayor que el macho: de 35 a 42,5 mm de tamaño y un peso entre 5,6 y 13,7 g. Este murciélago emite dos tipos de señales ultrasónicas CF-FM, cortas y muy características, con máximos de intensidad en torno 32-37 y 41-43 kHz. Su fórmula dentaria es {\displaystyle {\frac {2.1.2.3}{3.1.2.3}}} .

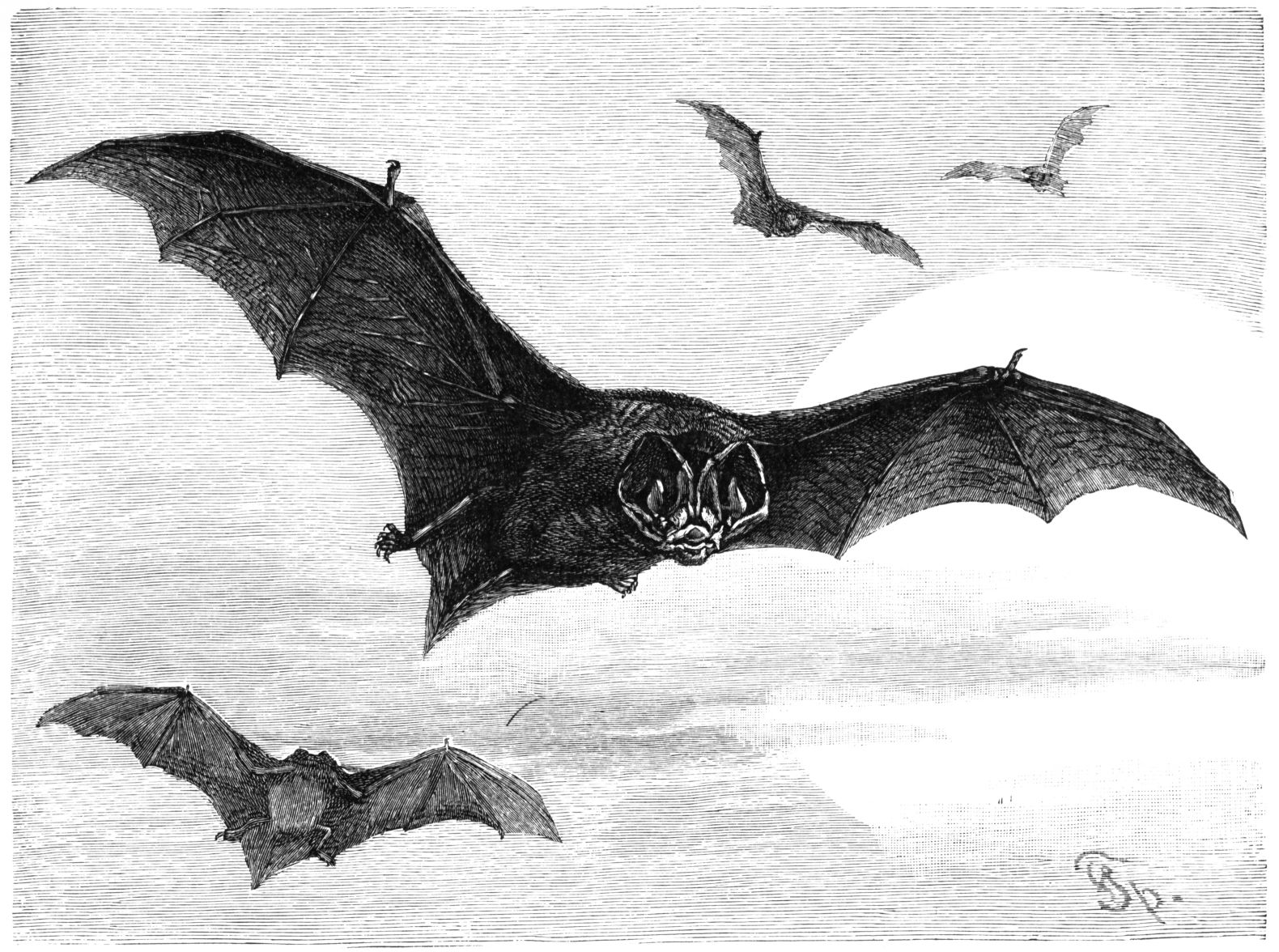
Mützel, para Brehm.

## Distribución
Está ampliamente distribuido por Centroeuropa alcanzando el sur de Escandinavia, está presente en el norte de África y en la mayoría de las islas del Mediterráneo, aunque puede ser raro en estas regiones, llegando hasta Turquía y la península de Crimea en Ucrania. Único representante de su género en Europa.

### España
En España la mayoría de las observaciones se han realizado en la mitad septentrional, se halla presente en las Islas Baleares, en la isla de Mallorca y en Canarias, en las islas de Tenerife y La Gomera. Se conocen dos núcleos poblacionales, interrelacionados con la especie Myotis bechsteinii, en las Sierras de Cazorla, Segura, Las Villas, Castril y Huéscar, donde la distribución se puede considerar continua, y la Sierra de Baza.
Las poblaciones de las Islas Canarias se incluyen en la subespecie Barbastella barbastellus guanchae.

## Hábitat

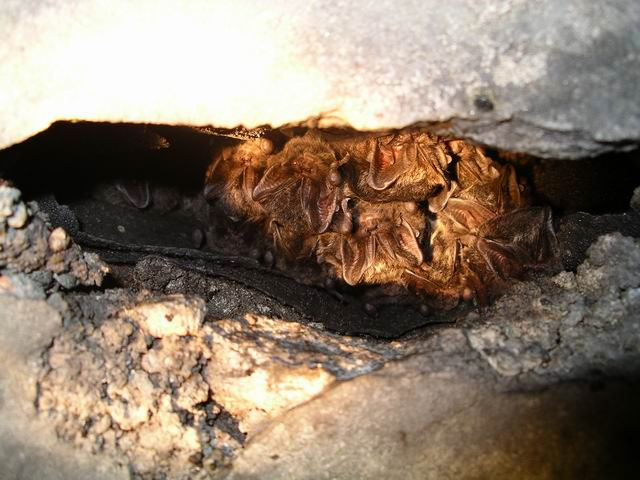
Colonia.

Murciélago poco gregario, el tamaño de las colonias suelen ser de pocos individuos, normalmente por debajo de los 15 ejemplares. Especie citada habitualmente en zonas montañosas y no especialmente asociado a zonas forestales, se refugia tanto en árboles, como en casas y refugios subterráneos, en este último caso sobre todo en invierno.

## Amenazas
Al tratarse de una especie que en áreas forestales suele ocupar huecos en árboles, se vería afectado por la disponibilidad de árboles de tamaño suficiente. La mayor parte de las localizaciones de esta especie están ubicadas en edificaciones antiguas en ambientes rurales y pueden verse afectados por los problemas habituales de este tipo de refugios (remodelación, ruina y molestias...). No obstante las colonias de murciélago de bosque suelen cambiar con frecuencia de emplazamiento y por esto se verán menos afectadas que otras especies que utilizan estos refugios de forma más estable (p. e. rinolófidos, Myotis emarginatus).